# Province de Ratchaburi
Ratchaburi (en thaï : ราชบุรี) est une province (changwat) de Thaïlande située dans l'ouest du pays. Elle est limitée au Nord par la province de Kanchanaburi, à l'est par les provinces de Nakhon Pathom, Samut Sakhon, et Samut Songkhram, au sud par la province Phetburi et à l'ouest, par la région de Tanintharyi, en Birmanie. Sa capitale est la ville de Ratchaburi.

## Subdivisions

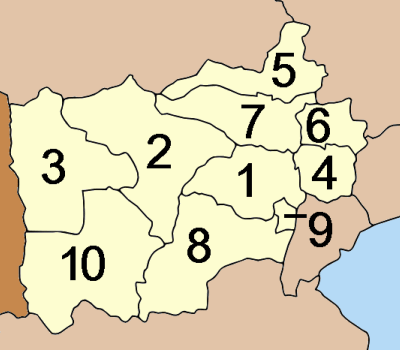
Carte des amphoe de la province de Ratchaburi.

Ratchaburi est subdivisée en 10 districts (amphoe).
1. Mueang Ratchaburi
2. Chom Bueng
3. Suan Phueng
4. Damnoen Saduak
5. Ban Pong
6. Bang Phae
7. Photharam
8. Pak Tho
9. Wat Phleng
10. Ban Kha

Ces districts sont eux-mêmes subdivisés en 104 sous-districts (tambon) et 935 villages (muban).

## Curiosités
- Marché flottant de Damnoen Saduak
- Site archéologique Khu Bua datant du VIème siècle, culture môn de Dvaravati
- Musée national de Ratchaburi et musée Nang Yai Wat Khanom
- Parc national de Chaloem Phrakiat Thai  Prachan
- Sanctuaire de faune de Khao Prathap Chang[1]

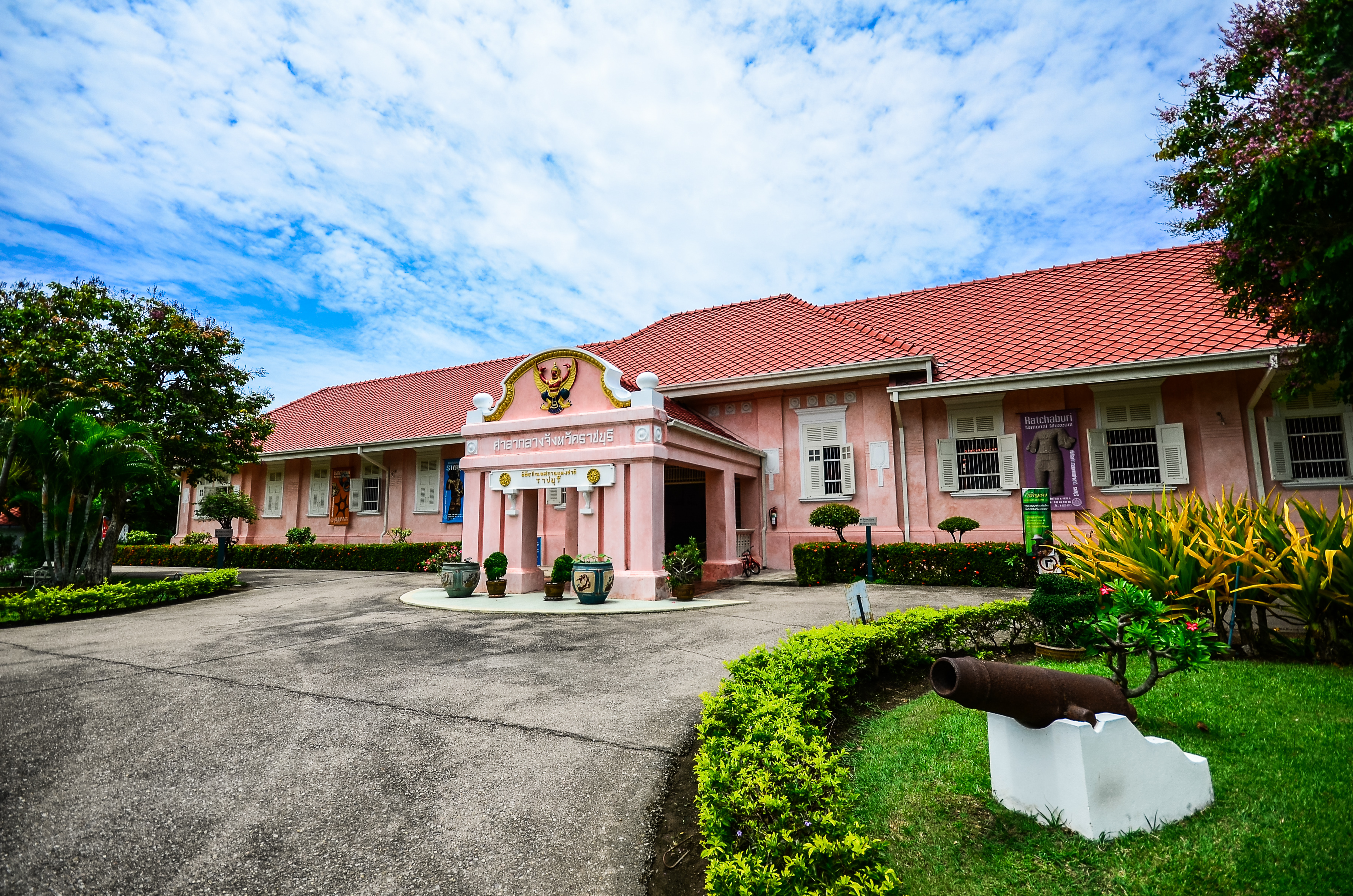
Ancienne salle provinciale de Ratchaburi, aujourd'hui musée national de Ratchaburi

- Grotte de Chom Phon[2]
- etc.Ancienne salle provinciale de Ratchaburi, aujourd'hui musée national de Ratchaburi